# 平尾聚泉
平尾 聚泉（ひらお しゅうせん、1874年8月8日 - 1943年2月14日）は、日本の実業家である。「レート化粧料」で知られる大正時代から昭和初年にかけて名を馳せた化粧品メーカー「平尾賛平商店」の2代目社主であり、二代目平尾賛平（ひらお さんぺい）を襲名。本名平尾貫一。別名に平尾太郎（ひらお たろう）、「聚泉」は古銭蒐集家としての雅号である。紺綬褒章を受章した。

## 人物・来歴
1874年（明治7年）東京市深川区（現在の東京都江東区深川）に生まれる。父は静岡出身で、1878年（明治11年）、東京市日本橋区馬喰町1丁目6番地（現東京都中央区日本橋馬喰町1-丁目）で化粧品店を開業、「小町水」で知られる「平尾賛平商店」の創立者・初代平尾賛平である。
1891年（明治24年）、慶應義塾在学中に、父の新製品「ダイヤモンド歯磨」の命名をし、ヒット商品となる。1893年（明治26年）、慶應義塾正科を卒業した 。
1898年（明治31年）1月、初代平尾賛平が死去、社長に就任、二代目平尾賛平を襲名する、同年6月、東京市日本橋区の明治座での新狂言公演『児雷也豪傑譚語』で、児雷也役の九代目市川團十郎の背景に、商品名「日本美人」の看板のある錦絵広告を出した。平尾は、広告が重要、広告に工夫が必要と考え、積極的に展開した。

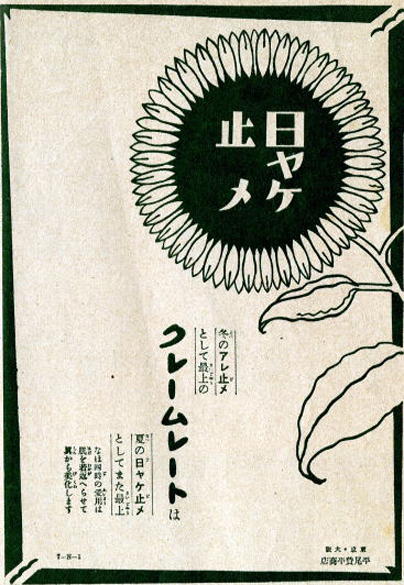
クレームレート夏の広告 (『アサヒグラフ』、1924年)

1908年（明治41年）には大阪に平尾賛平商店の支店を出して関西に進出した。同年、「ダイヤモンド歯磨」を「金剛石牙粉」と中国語で表記し、中国大陸にも進出、北京、天津、香港にも多数の幟旗を携えた「広告隊」を出した。1918年（大正7年）、クリームと白粉をセットした画期的商品「レートメリー」を発売、明治末年から大正期にかけて、同社の「レート化粧料」（LAIT TOILET）は、大阪の中山太陽堂の「クラブ化粧品」と人気を競い、「東のレート、西のクラブ」と称された。昭和初年には、朝鮮半島の京城（現在のソウル特別市）にも進出、現地紙『東亜日報』にハングル交じりの広告を打ち、京城三越百貨店（現新世界百貨店）のある中心街の忠武路に「レートクレーム」（クレーム ＝ Crème、フランス語）と大書した巨大な広告塔を建てた。
平尾は古銭蒐集家「平尾聚泉」としても知られ、自らの財力で新聞に広告を打って募集し古銭を買い集めた。1932年（昭和7年）、聚泉は『昭和泉譜』を著し、同書は、42年を経たのちの1974年（昭和49年）に『古貨幣図録・昭和泉譜』（歴史図書社）として復刊した。1938年（昭和13年）、平尾賛平商店の創業60周年を記念し、古銭を模した記念メダルを発行する。聚泉の古銭を所蔵する邸宅は「平尾麗悳莊」として知られ、多くの和綴の古銭拓本を制作した。
第二次世界大戦後の1949年（昭和24年）、平尾は「平尾賛平商店」を「レート」に商号変更したが、5年後の1954年（昭和29年）、会社更生法の申請が認められず、廃業に追い込まれた。
現代音楽の作曲家・平尾貴四男は二代目平尾賛平の四男、作曲家・歌手の平尾昌晃（出生名・勇）は二代目平尾賛平の孫、ともに慶應義塾出身である。

## おもなビブリオグラフィ
- 『平尾賛平商店五十年史』 （平尾賛平商店、1929年3月） - 「平尾太郎」名義
- 『昭和泉譜』 （1932年） - 「平野聚泉」名義
復刊 『古貨幣図録・昭和泉譜』（歴史図書社、1974年）
- 『初代平尾賛平小伝』 （1937年） - 「平尾賛平」名義

## 関連事項
- 中山太一 - 中山太陽堂（現クラブコスメチックス）創始者
- ロバート・W・アーウィン - 甥（姉の四男）の平尾敏也がアーウィンの末娘と結婚

## 参考書籍
- 村田孝子『近代の女性美 - ハイカラモダン・化粧・髪型』、ポーラ文化研究所、2003年12月 ISBN 4938547716

## 註
1. 1 2  平尾賛平人事興信録. 5版(人事興信所, 1918)
2. 1 2  平尾賛平人事興信録. 第13版(昭和16年) 下(人事興信所, 1941)
3. ↑  #参考書籍欄の『近代の女性美 - ハイカラモダン・化粧・髪型』の記述を参照。
4. 1 2 3 4  三田商業研究会編『慶應義塾出身名流列傳』（実業之世界社、1909年6月15日、887-888頁）所収の「ダイヤモンド歯磨製造本舗主 平尾賛平氏」の項の記述を参照。
5. 1 2  #外部リンクにあるアド・ミュージアム東京公式サイトリンク先内の記事「01 看板」「02 錦絵」等の記述を参照。二重リンクを省く。同サイトはトップページ以外のリンクを禁じている。
6. ↑  平尾太郎『平尾賛平商店五十年史』（平尾賛平商店、1929年3月）の記述を参照。